# ウィエンサ郡
座標: 北緯8度37分47秒 東経99度20分35秒 / 北緯8.62972度 東経99.34306度
ウィエンサ郡（ウィエンサぐん）はタイ南部・スラートターニー県の郡（アムプー）である。

## 名称
ウィエンサとは「池の城壁都市」を意味する。

## 歴史
ウィエンサはシュリーヴィジャヤ王国のあとにできたナコーンシータンマラート王国の属国であった国（ムアン）である。この街は、19世紀末から20世紀初頭にかけて行われたチャクリー改革によりクローンターン郡 (อำเภอคลองตาล) となった。
しかし、この後すぐ1896年、ウィエンサはタムボンに降格されラムプーン郡（現在のバーンナーサーン郡）に編入された。1968年3月10日、タムボン・ウィエンサとタムボン・トゥンルワンがバーンナーサーン郡から分離し、分郡（キンアムプー）となった。その後、1971年11月17日、郡（アムプー）に昇格した。

## 地理
ターピー川が郡の西の境界線を形成している。郡内の主な水源は、ターピー川やナムタオ川、ターン川チャヌワン川などである。郡の西側にはターピー川の形成した平地が広がるが、郡の東部はナコーンシータンマラート山脈の一部である丘陵地帯が広がる。郡の北西部はタイロムイェン国立公園として保護されている。
交通はタイ国有鉄道が南北に通っている。また、国道41号線が南北にとおっており、来たにプンピン方面、南にトゥンソン方面とつながっている。また、北から西に4009号線が延びており、北にスラートターニー方面と、西に4035号線や4037号線とつながっており、プラーイプラヤー方面やチャイブリー方面とつながっている。

## 経済
郡内の主な産業は農業で、コメ、パラゴムノキ、果物類などが生産されている。

## 行政区分
郡は5のタムボンに分かれ、さらにその下位に64の村（ムーバーン）がある。自治体（テーサバーン）があり以下のようになっている。
- テーサバーンタムボン・ウィエンサー・・・タムボン・ウィエンサー、タムボン・バーンソーンの一部
- テーサバーンタムボン・バーンソーン・・・タムボン・バーンソーンの一部
- テーサバーンタムボン・カオニパン・・・タムボン・カオニパンの全体

また郡内には3つのタムボン行政体（オンカーンボーリハーンスワンタムボン）がある。
| 1. タムボン・ウィエンサ・・・ตำบลเวียงสระ 2. タムボン・バーンソーン・・・ตำบลบ้านส้อง 3. タムボン・クローンチャヌワン・・・ตำบลคลองฉนวน 4. タムボン・トゥンルワン・・・ตำบลทุ่งหลวง 5. タムボン・カオニパン・・・ตำบลเขานิพันธ์ | 郡内のタムボン |